# 3324 Avsyuk
3324 Avsyuk (1983 CW1) là một tiểu hành tinh vành đai chính được phát hiện ngày 4 tháng 2 năm 1983 bởi Mrkos, A. ở Klet.